# Hermann Koechling
Hermann Koechling (* 7. September 1867 in Werl; † 1936) war ein deutscher Rechtsanwalt und Notar.

## Leben
Koechling entstammte einer im Ruhrgebiet und speziell in Bochum verwurzelten Familie. Sein Vater war der Bochumer Justizrat Arnold Koechling, sein Großvater der Justizrat und erste Ehrenbürger Bochums Hermann Schultz (1805–1886) und sein Onkel der Politiker Hugo Schultz.
Nach dem Abitur am Gymnasium diente er zunächst als Einjährig-Freiwilliger beim 2. Feldartillerie-Regiment „Horn“ der Bayerischen Armee in Würzburg. Anschließend studierte er an den Universitäten Würzburg, Berlin und Bonn Rechtswissenschaften. 1888 wurde er Mitglied des Corps Nassovia Würzburg. Noch im gleichen Jahr schloss er sich dem Corps Normannia Berlin an. 1896 bestand er das Zweite Staatsexamen. 1898 ließ er sich in Bochum als Rechtsanwalt und später als Rechtsanwalt und Notar nieder. 1911 aus dem Feldartillerieregiment Nr. 8 als Hauptmann der Reserve verabschiedet, meldete bei Ausbruch des Ersten Weltkrieges wieder als Freiwilliger und wurde zum Ende des Krieges zum Major der Reserve befördert.
Koechling war langjähriger Vorsitzender der Bochumer Gesellschaft Harmonie, einer 1817 gegründeten und heute noch bestehenden Bürgergesellschaft.

## Auszeichnungen
- Ernennung zum Justizrat[1]
- Ehrenmitglied des Corps Nassovia Würzburg[1]